# Campionato Roraimense 2025
Il Campionato Roraimense 2025 è stata la 70ª edizione della massima serie del campionato roraimense. La stagione è iniziata l'8 febbraio 2025 si è conclusa il 5 aprile successivo.

## Stagione

### Novità
È stato ammesso alla stagione 2025 il Baré al posto dei rinunciatari River-RR e Real-RR.

### Formato
Le otto squadre si affrontano dapprima in una prima fase a gironi, composta da un unico girone da otto squadre. Le prime quattro classificate di tale girone, accederanno alla seconda fase che decreterà la vincitrice del campionato.
La formazione vincitrice, potrà partecipare alla Série D 2026, alla Coppa del Brasile 2026 e alla Copa Verde 2026; la formazione vice-campione solo alla Coppa del Brasile. Non sono previste retrocessioni.

## Risultati

### Prima fase
|  | Pos. | Squadra          | Pt | G | V | N | P | GF | GS | DR  |
|  | ---- | ---------------- | -- | - | - | - | - | -- | -- | --- |
|  | 1.   | GAS              | 16 | 7 | 5 | 1 | 1 | 23 | 5  | +18 |
|  | 2.   | Baré             | 16 | 7 | 5 | 1 | 1 | 19 | 3  | +16 |
|  | 3.   | Monte Roraima    | 14 | 7 | 4 | 2 | 1 | 12 | 4  | +8  |
|  | 4.   | São Raimundo-RR  | 13 | 7 | 4 | 1 | 2 | 15 | 7  | +8  |
|  | 5.   | Rio Negro-RR     | 10 | 7 | 3 | 1 | 3 | 9  | 11 | -2  |
|  | 6.   | Náutico-RR       | 4  | 7 | 1 | 1 | 5 | 9  | 22 | -13 |
|  | 7.   | Atlético Roraima | 3  | 7 | 0 | 3 | 4 | 3  | 20 | -17 |
|  | 8.   | Progresso        | 2  | 7 | 0 | 2 | 5 | 1  | 19 | -18 |

Legenda:
      Ammessa alla seconda fase.
Note:
Tre punti a vittoria, uno a pareggio, zero a sconfitta.

### Seconda fase
|  | Senifinali | Senifinali      | Senifinali    |               |           | Finale    | Finale | Finale |  |
|  |            |                 |               |               |           |           |        |        |  |
|  | 1          | GAS             | 2             |               |           |           |        |        |  |
|  | 1          | GAS             | 2             |               |           |           |        |        |  |
|  | 4          | São Raimundo-RR | 1             |               |           |           |        |        |  |
|  | 4          | São Raimundo-RR | 1             |               | GAS (dtr) | GAS (dtr) | 1 (4)  |        |  |
|  |            |                 |               |               | GAS (dtr) | GAS (dtr) | 1 (4)  |        |  |
|  |            |                 | Monte Roraima | Monte Roraima | 1 (3)     |           |        |        |  |
|  | 2          | Baré            | Monte Roraima | Monte Roraima | 1 (3)     | 0         |        |        |  |
|  | 2          | Baré            |               |               |           |           |        |        |  |
|  | 3          | Monte Roraima   | 1             |               |           |           |        |        |  |